# Olivier Bibou Nissack
Olivier Bibou Nissack est un homme politique camerounais, porte-parole de Maurice Kamto. 
Il est arrêté et incarcéré depuis 4 ans, 10 mois et 2 jours dans le cadre des marches du 22 septembre 2020 au Cameroun. Il est transféré du secrétariat d’État à la Défense (gendarmerie) et séjourne à la prison centrale de Kondengui depuis le 3 novembre 2020 (4 ans, 8 mois et 21 jours).

## Biographie

### Enfance, éducation et débuts
Olivier Bibou Nissack est originaire de Ndikinemeki. Il fait des études de droit privé à Yaoundé.

### Carrière
Olivier Bibou Bissack a été consultant à l'Association citoyenne pour la défense des intérêts collectifs.
Il est directeur exécutif chez Offre Tricolore SARL.
Il est porte-parole de Maurice Kamto. 

### Arrestation dans le cadre des marches du22 septembre 2020
Accusé de tentative de révolution, il séjourne depuis 4 ans, 10 mois et 2 jours dans les geôles de l'administration camerounaise.

#### Déroulement
Olivier Bibou Nissack est interpellé à son domicile par les forces de l'ordre le 22 septembre 2020. Il est arrêté et incarcéré dans le cadre des marches du 22 septembre 2020 au Cameroun. Transféré du Secrétariat d’État à la Défense (gendarmerie), il séjourne à la prison centrale de Kondengui depuis le 03 Novembre 2020 (4 ans, 8 mois et 21 jours).

#### Condamnation à 7 ans de prison
Lundi 27 décembre 2021, alors que les yeux sont rivés sur la Coupe d’Afrique des nations de football 2021 commençant le 9 janvier 2022, Olivier Bibou Nissack fait partie de la cinquantaine d’opposants camerounais condamnés pour « insurrection », « rébellion » ou « atteinte à la sûreté de l’État ». 
Le tribunal militaire de Yaoundé, présidé par le colonel Misse Njone Jacques Beaudoin, a également prononcé la condamnation de près de cinquante autres militants du MRC. Ils avaient été arrêtés à la suite de la manifestation du 22 septembre 2020. Les peines vont d'une à six années d’emprisonnement.
Aucun des accusés, ni leurs avocats ne s'est rendu au procès ; choisissant de contester la compétence du tribunal. 